# Ranunculus lawalreei
Ranunculus lawalreei är en ranunkelväxtart som först beskrevs av Demarsin, och fick sitt nu gällande namn av S. Ericsson. Ranunculus lawalreei ingår i släktet ranunkler, och familjen ranunkelväxter. Inga underarter finns listade i Catalogue of Life.